# Hotel Concorde La Fayette
Hotel Concorde La Fayette – wieżowiec, hotel, w 17. dzielnicy Paryża, we Francji. Ma 137 m wysokości i 33 kondygnacje.